# Фінал Кубка Стенлі 2006

Фінал Кубка Стенлі 2006 (англ. Stanley Cup Finals) — 113-й загалом фінал Кубка Стенлі та сезону 2005–2006 у НХЛ між командами «Кароліна Гаррікейнс» та «Едмонтон Ойлерз». Фінальна серія стартувала 5 червня в Ралі, а фінішувала 19 червня перемогою «Кароліна Гаррікейнс».
У регулярному чемпіонаті «Кароліна Гаррікейнс» фінішував другими в Східній конференції набравши 112 очок, а «Едмонтон Ойлерз» посіли восьме місце в Західній конференції з 95 очками.
У фінальній серії перемогу здобули «Кароліна Гаррікейнс» 4:3. Приз Кона Сміта (найкращого гравця фінальної серії) отримав воротар «Кароліни» Кем Ворд.

## Шлях до фіналу
| Західна конференція     |          |                   |                   |                                          |
| Стадія                  | Суперник | Суперник          | Загальний рахунок | Результати матчів                        |
| Чвертьфінал конференції | 1        | Детройт Ред Вінгз | 4 : 2             | 2:3 (2ОТ), 4:2, 4:3 (2ОТ), 4:2, 3:2, 4:3 |
| Півфінал конференції    | 5        | Сан-Хосе Шаркс    | 4 : 2             | 1:2, 1:2, 3:2 (3ОТ), 6:3, 6:3, 2:0       |
| Фінал конференції       | 6        | Анагайм Дакс      | 4 : 1             | 3:1, 3:1, 5:4, 3:6, 2:1                  |

| Східна конференція      |          |                    |                   |                                             |
| Стадія                  | Суперник | Суперник           | Загальний рахунок | Результати матчів                           |
| Чвертьфінал конференції | 7        | Монреаль Канадієнс | 4 : 2             | 1:6, 5:6 (2ОТ), 2:1, 3:2, 2:1, 2:1 (ОТ)     |
| Півфінал конференції    | 3        | Нью-Джерсі Девілс  | 4 : 1             | 6:0, 3:2 (ОТ), 3:2, 1:5, 4:1                |
| Фінал конференції       | 4        | Баффало Сейбрс     | 4 : 3             | 2:3, 4:3, 3:4, 4:0, 4:3 (ОТ), 1:2 (ОТ), 4:2 |

## Арени
| Едмонтон          | Рексалл-плейс Ар-Бі-Сі-центрclass=notpageimage\| Арени фіналу Кубка Стенлі 2006 | Ралі              |
| Рексалл-плейс     | Рексалл-плейс Ар-Бі-Сі-центрclass=notpageimage\| Арени фіналу Кубка Стенлі 2006 | Ар-Бі-Сі-центр    |
| Місткість: 16 839 | Рексалл-плейс Ар-Бі-Сі-центрclass=notpageimage\| Арени фіналу Кубка Стенлі 2006 | Місткість: 18 680 |
|                   | Рексалл-плейс Ар-Бі-Сі-центрclass=notpageimage\| Арени фіналу Кубка Стенлі 2006 |                   |

## Серія
| 5 червня 2006 | Едмонтон Ойлерз | 4 : 5 (1:0, 2:1, 1:4) | Кароліна Гаррікейнс | Ар-Бі-Сі-центр, Ралі |

| Протокол                                                                             | Протокол                                              | Протокол                                                                                                | Протокол | Протокол |
| ------------------------------------------------------------------------------------ | ----------------------------------------------------- | --- | -------- | -------- |
|                                                                                      | Двейн Ролосон (00:00-54:00) Тай Конклін (54:00-59:36) | Голкіпери                                                                                               | Кем Ворд |          |
| Фернандо Пізані (08:18) Кріс Пронгер (30:36) Етан Моро (36:23) Алеш Гемський (53:31) |                                                       | Род Бріндамор (47:17) Рей Вітні (41:40) Рей Вітні (45:09) Джастін Вільямс (50:02) Род Бріндамор (59:28) |          |          |
| 10 хв.                                                                               | Вилучення                                             | 14 хв.                                                                                                  |          |          |
| 38                                                                                   | Кидки                                                 | 26 |          |          |

| 7 червня 2006 | Едмонтон Ойлерз | 0 : 5 (0:1, 0:2, 0:2) | Кароліна Гаррікейнс | Ар-Бі-Сі-центр |

| Протокол | Протокол                     | Протокол                                                                                               | Протокол               | Протокол |
| -------- | ---------------------------- | --- | ---------------------- | -------- |
|          | Юссі Маркканен (00:00-59:50) | Голкіпери                                                                                              | Кем Ворд (00:00-59:55) |          |
|          |                              | Ендрю Ледд (06:21) Франтішек Каберле (30:28) Корі Стіллман (39:57) Дуг Вейт (42:21) Марк Реккі (44:12) |                        |          |
| 33 хв.   | Вилучення                    | 14 хв.                                                                                                 |                        |          |
| 25       | Кидки                        | 26 |                        |          |

| 10 червня 2006 | Кароліна Гаррікейнс | 1 : 2 (0:1, 0:0, 1:1) | Едмонтон Ойлерз | Рексалл-плейс, Едмонтон |

| Протокол              | Протокол               | Протокол                              | Протокол                     | Протокол |
| --------------------- | ---------------------- | ------------------------------------- | ---------------------------- | -------- |
|                       | Кем Ворд (00:00-58:38) | Голкіпери                             | Юссі Маркканен (00:00-59:57) |          |
| Род Бріндамор (49:09) |                        | Шон Горкофф (02:31) Раєн Сміт (57:45) |                              |          |
| 14 хв.                | Вилучення              | 10 хв.                                |                              |          |
| 25                    | Кидки                  | 30                                    |                              |          |

| 12 червня 2006 | Кароліна Гаррікейнс | 2 : 1 (1:1, 1:0, 0:0) | Едмонтон Ойлерз | Рексалл-плейс |

| Протокол                                 | Протокол               | Протокол                | Протокол                     | Протокол |
| ---------------------------------------- | ---------------------- | ----------------------- | ---------------------------- | -------- |
|                                          | Кем Ворд (00:00-59:52) | Голкіпери               | Юссі Маркканен (00:00-58:45) |          |
| Корі Стіллман (09:09) Марк Реккі (35:56) |                        | Сергій Самсонов (08:40) |                              |          |
| 12 хв.                                   | Вилучення              | 12 хв.                  |                              |          |
| 20                                       | Кидки                  | 21                      |                              |          |

| 14 червня 2006 | Едмонтон Ойлерз | 4 : 3 (ОТ) (3:1, 0:1, 0:0, 1:0) | Кароліна Гаррікейнс | Ар-Бі-Сі-центр |

| Протокол                                                                                 | Протокол                     | Протокол                                                | Протокол               | Протокол |
| ---------------------------------------------------------------------------------------- | ---------------------------- | ------------------------------------------------------- | ---------------------- | -------- |
|                                                                                          | Юссі Маркканен (00:00-63:26) | Голкіпери                                               | Кем Ворд (00:00-63:25) |          |
| Фернандо Пізані (00:16) Алеш Гемський (13:25) Майкл Пека (19:42) Фернандо Пізані (63:31) |                              | Ерік Стаал (05:54) Рей Вітні (10:16) Ерік Стаал (29:56) |                        |          |
| 16 хв.                                                                                   | Вилучення                    | 14 хв.                                                  |                        |          |
| 29                                                                                       | Кидки                        | 24                                                      |                        |          |

| 17 червня 2006 | Кароліна Гаррікейнс | 0 : 4 (0:0, 0:2, 0:2) | Едмонтон Ойлерз | Рексалл-плейс |

| Протокол | Протокол  | Протокол                                                                           | Протокол                     | Протокол |
| -------- | --------- | ---------------------------------------------------------------------------------- | ---------------------------- | -------- |
|          | Кем Ворд  | Голкіпери                                                                          | Юссі Маркканен (00:00-59:54) |          |
|          |           | Фернандо Пізані (21:45) Раффі Торрес (29:54) Раєн Сміт (43:04) Шон Горкофф (53:05) |                              |          |
| 16 хв.   | Вилучення | 12 хв.                                                                             |                              |          |
| 16       | Кидки     | 34                                                                                 |                              |          |

| 19 червня 2006 | Едмонтон Ойлерз | 1 : 3 (0:1, 0:1, 1:1) | Кароліна Гаррікейнс | Ар-Бі-Сі-центр |

| Протокол                | Протокол                     | Протокол                                                             | Протокол | Протокол |
| ----------------------- | ---------------------------- | -------------------------------------------------------------------- | -------- | -------- |
|                         | Юссі Маркканен (00:00-58:31) | Голкіпери                                                            | Кем Ворд |          |
| Фернандо Пізані (41:03) |                              | Аарон Ворд (01:26) Франтішек Каберле (24:18) Джастін Вільямс (58:59) |          |          |
| 12 хв.                  | Вилучення                    | 10 хв.                                                               |          |          |
| 23                      | Кидки                        | 27                                                                   |          |          |

| Володар Кубка Стенлі 2006        |
| -------------------------------- |
| Кароліна Гаррікейнс перший титул |

## Володарі Кубка Стенлі
| Володарі Кубка Стенлі Кароліна Гаррікейнс | Воротарі: Мартін Гербер, Кем Ворд Захисники: Антон Бабчук, Майк Коммодор, Бред Гедікен, Ендрю Гатчінсон, Франтішек Каберле, Олег Твердовський, Ніклас Валлін, Аарон Ворд, Глен Веслі Нападники: Крейг Адамс, Кевін Адамс, Род Бріндамор, Ерік Коул, Метт Каллен, Ендрю Ледд, Чед Лароуз, Марк Реккі, Ерік Стаал, Корі Стіллман, Йозеф Вашичек, Дуг Вейт, Рей Вітні, Джастін Вільямс Головний тренер: Пітер Лавіолетт Генеральний менеджер: Джим Резерфорд |